# Cephaloziella aspericaulis
Cephaloziella aspericaulis là một loài rêu trong họ Cephaloziellaceae. Loài này được Jörg. mô tả khoa học đầu tiên năm 1934.